# Stadt- und Erstes Landamt Bruchsal
Das Stadt- und Erste Landamt Bruchsal war eine von 1809 bis 1819 bestehende Verwaltungseinheit im Land Baden.

## Orte 1809
Das Amt setzte sich bei seiner Gründung aus den folgenden Ortschaften zusammen:
Zuvor beim Oberamt Bruchsal:
- Bruchsal, die Amtsstadt
- Untergrombach
- Obergrombach

außerdem:
- Unteröwisheim vom Amt Gochsheim
- Helmsheim vom Amt Bretten
- Graben vom Oberamt Karlsruhe
- Weingarten vom Oberamt Durlach

## Orte ab 1810
Im Dezember 1810 wurde eine grundlegende Umstrukturierung dieses und des zeitgleich gegründeten Zweiten Landamts verkündet. An die Stelle einer eher zufällig wirkenden Verteilung trat eine nach Himmelsrichtungen. In diesem Falle waren es die Orte im Süden und Westen des Bereichs:
- Bruchsal
- Büchenau
- Dettenheim
- Graben
- Heidelsheim
- Helmsheim
- Neuthard
- Obergrombach
- Untergrombach

Bei dieser Gelegenheit ging Weingarten wieder zurück an Durlach, hinzu kamen vom Bezirksamt Philippsburg Liedolsheim und Rußheim.
1813 kam das anstelle des eingegangenen Dettenheims neu gegründete Karlsdorf dazu, eine ursprünglich vorgesehene Zuteilung von Münzesheim wurde zurückgenommen. Graben, Liedolsheim und Rußheim wurden Anfang 1819 dem Landamt Karlsruhe zugewiesen.

## Weitere Entwicklung
1819 wurden beide Bruchsaler Ämter dauerhaft vereinigt, erneut unter der Bezeichnung Oberamt Bruchsal. Dieses entwickelte sich bis 1864 zum Bezirksamt und ging über den Landkreis Bruchsal im Rahmen der Kreisreform 1973 im Landkreis Karlsruhe auf.